# Citroën Basalt

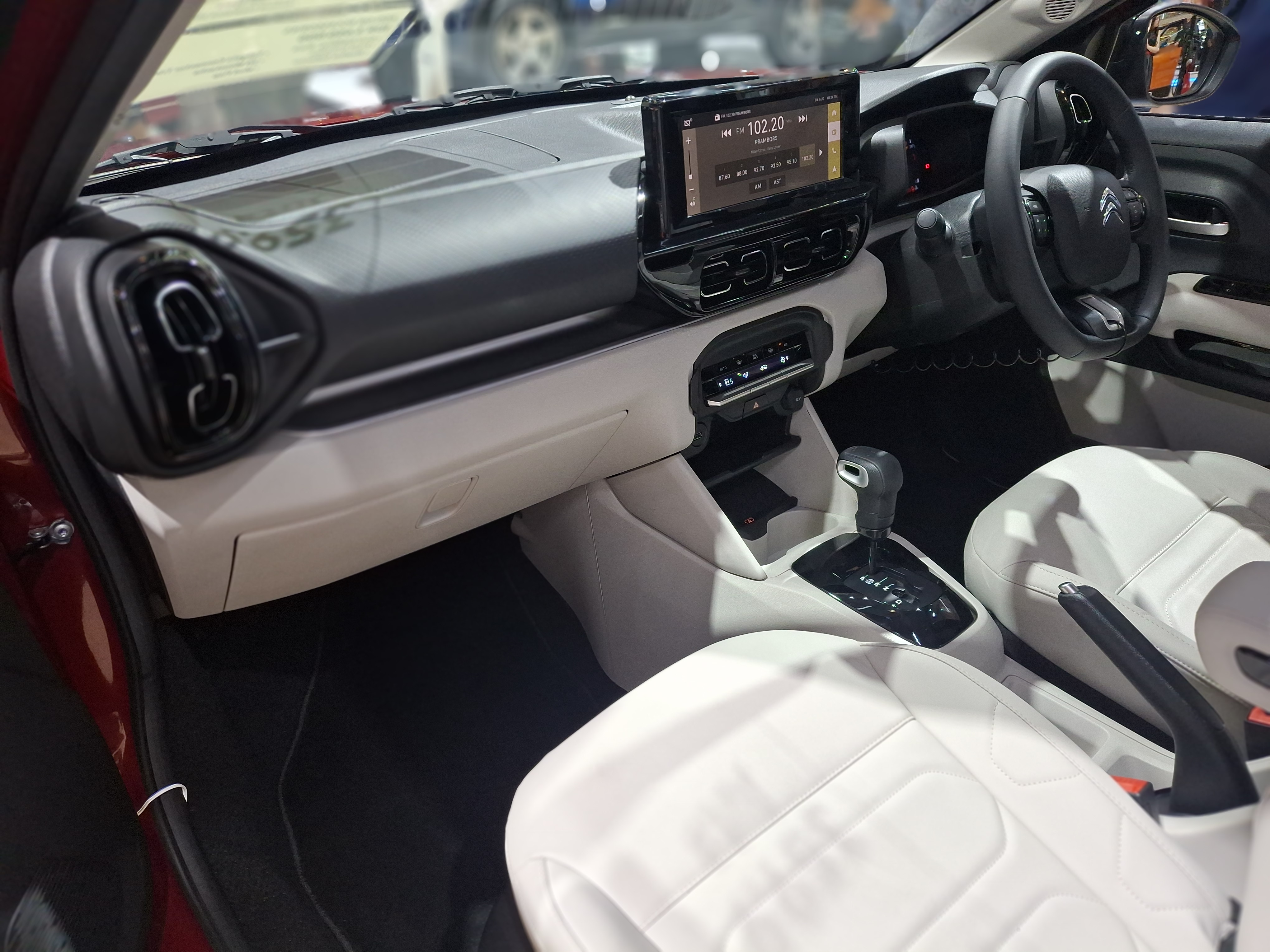
Innenansicht

Der Citroën Basalt ist ein SUV-Coupé der zum Stellantis-Konzern gehörenden Marke Citroën. Er wird seit 2024 in den Schwellenländern Indien und Brasilien produziert.

## Geschichte
Vorgestellt wurde das Fahrzeug erstmals im März 2024 als seriennahes Konzeptfahrzeug Basalt Vision. Die Serienversion präsentierte der Hersteller im August 2024. Im gleichen Monat begann der Verkauf in Indien, der brasilianische Markt folgte zwei Monate später. Seit Januar 2025 ist der Basalt auch in Argentinien und seit Juli 2025 in Indonesien erhältlich.

## Technik
In Indien gibt es den Basalt mit einem 1,2-Liter-Ottomotor. Im Basismodell leistet er 60 kW (82 PS), die stärkere Variante hat einen Turbolader und leistet 81 kW (110 PS). Auf dem brasilianischen Markt gibt es einen 1,0-Liter-Ottomotor in zwei Leistungsstufen. Beide Varianten sind für den in Brasilien weit verbreiteten Flexfuel-Betrieb ausgelegt. Für Argentinien gibt es außerdem einen 1,6-Liter-Ottomotor mit 85 kW (115 PS). Technisch ähnelt der Wagen dem Citroën C3 Aircross der dritten Generation und basiert auch auf der Common Modular Platform (CMP).

## Technische Daten
|                            | Puretech 82           | Puretech 110                                | 1.0                                                | 1.0 Turbo 200                                        | T200                  | VTI                   |
| -------------------------- | --------------------- | ------------------------------------------- | -------------------------------------------------- | ---------------------------------------------------- | --------------------- | --------------------- |
| Markt                      | Indien                | Indien, Indonesien                          | Brasilien                                          | Brasilien                                            | Argentinien           | Argentinien           |
| Bauzeitraum                | seit 08/2024          | seit 08/2024                                | seit 10/2024                                       | seit 10/2024                                         | seit 01/2025          | seit 01/2025          |
| Motorkenndaten             |                       |                                             |                                                    |                                                      |                       |                       |
| Motortyp                   | R3-Ottomotor          | R3-Ottomotor                                | R3-Ottomotor                                       | R3-Ottomotor                                         | R3-Ottomotor          | R4-Ottomotor          |
| Motoraufladung             | —                     | Turbolader                                  | —                                                  | Turbolader                                           | Turbolader            | —                     |
| Hubraum                    | 1199 cm³              | 1199 cm³                                    | 999 cm³                                            | 999 cm³                                              | 999 cm³               | 1587 cm³              |
| max. Leistung bei min−1    | 60 kW (82 PS) / 5750  | 81 kW (110 PS) / 5500                       | 52 kW (71 PS) / 6000 Ethanol: 55 kW (75 PS) / 6000 | 92 kW (125 PS) / 5750 Ethanol: 96 kW (130 PS) / 5750 | 88 kW (120 PS) / 5750 | 85 kW (115 PS) / 6000 |
| max. Drehmoment bei min−1  | 115 Nm / 3750         | 190 Nm / 1750 Automatik: 205 Nm / 1750–2500 | 98 Nm / 3250 Ethanol: 105 Nm / 3250                | 200 Nm / 1750 Ethanol: 200 Nm / 1750                 | 200 Nm / 1750         | 150 Nm / 4000         |
| Kraftübertragung           |                       |                                             |                                                    |                                                      |                       |                       |
| Antrieb                    | Vorderradantrieb      | Vorderradantrieb                            | Vorderradantrieb                                   | Vorderradantrieb                                     | Vorderradantrieb      | Vorderradantrieb      |
| Getriebe, serienmäßig      | 5-Gang-Schaltgetriebe | 6-Gang-Schaltgetriebe                       | 5-Gang-Schaltgetriebe                              | Stufenloses Getriebe                                 | Stufenloses Getriebe  | 5-Gang-Schaltgetriebe |
| Getriebe, optional         | —                     | (6-Stufen-Automatikgetriebe)                | —                                                  | —                                                    | —                     | —                     |
| Messwerte                  |                       |                                             |                                                    |                                                      |                       |                       |
| Höchstgeschwindigkeit      | k. A.                 | k. A.                                       | 154 km/h Ethanol: 157 km/h                         | 197 km/h Ethanol: 199 km/h                           | 186 km/h              | 185 km/h              |
| Beschleunigung, 0–100 km/h | k. A.                 | k. A.                                       | 16,4 s Ethanol: 15,2 s                             | 10,0 s Ethanol: 9,6 s                                | k. A.                 | k. A.                 |
| Tankinhalt                 | 45 l                  | 45 l                                        | 47 l                                               | 47 l                                                 | 47 l                  | 47 l                  |